# Gyrpanetes
Gyrpanetes is een kevergeslacht uit de familie van de boktorren (Cerambycidae). De wetenschappelijke naam van het geslacht werd voor het eerst geldig gepubliceerd in 1998 door Martins & Galileo.

## Soorten
Gyrpanetes omvat de volgende soorten:
- Gyrpanetes cacapira Martins & Galileo, 1998
- Gyrpanetes oriba Galileo & Martins, 2003
- Gyrpanetes pukuaba Martins & Galileo, 1998